# Фабио Капело
Фабио Капело (на италиански: Fabio Capello) е италиански футболист и треньор.
Халф. Играе в „Спал“ от 1963 до 1967 г. (3 мача), „Рома“ от 1967 до 1970 г. (62 мача и 11 гола), „Ювентус“ от 1970 до 1976 г. (165 мача и 27 гола), „Милан“ от 1976 до 1980 г. (65 мача и 4 гола). Шампион през 1972, 1973, 1975 и 1979 г., носител на купата през 1969 и 1977 г. Финалист за КЕШ през 1973 г. Има 332 мача и 45 гола в калчото. С 32 мача и 8 гола в националния отбор, където дебютира на 29 април 1972 г. срещу Белгия 0:0 в Милано, последен мач през 1976 г. Участва на СП-74. Треньор на „Милан“ през 1987 и от 1991 до 1996 г., „Реал“ Мадрид през 1996–1997 г. и през 2006–2007 г., „Рома“ от 1999 до 2004 г., Ювентус от 2004 до 2006 г. Националния отбор на Англия от януари 2008 г. Шампион на Италия през 1992, 1993, 1994, 1996, 2005 и 2006 г., на Испания през 1997, 2007 и 2008 г. Носител на КЕШ през 1994 г., финалист за КЕШ през 1993 и 1995 г. Строг, принципен и авторитетен наставник, който достига своя връх в „Милан“.